# Гамерня (Люблінське воєводство)
Гаме́рня (пол. Hamernia) — село в Польщі, у гміні Юзефув Білґорайського повіту Люблінського воєводства. Населення — 343 особи (2011).

## Історія
Первісно місцевість називалася Руда Сопоцька (Ruda Sopocka). Сучасна назва походить від водяної кузні (hamernia), збудованої там у XVIII столітті Замойськими. Окрім водяної кузні, там були також корчма і млин.
За даними етнографічної експедиції 1869—1870 років під керівництвом Павла Чубинського, у селі переважно проживали римо-католики, меншою мірою — греко-католики, які розмовляли українською мовою.
У 1975—1998 роках село належало до Замойського воєводства.

## Населення
Демографічна структура станом на 31 березня 2011 року:
|          | Загалом | Допрацездатний вік | Працездатний вік | Постпрацездатний вік |
| -------- | ------- | ------------------ | ---------------- | -------------------- |
| Чоловіки | 172     | 34                 | 111              | 27                   |
| Жінки    | 171     | 28                 | 91               | 52                   |
| Разом    | 343     | 62                 | 202              | 79                   |

## Особистості

### Народилися
- Мирон Закопець (1932—2008) — український гобоїст та педагог.